# Vaughn (Montana)
Vaughn es un lugar designado por el censo ubicado en el condado de Cascade en el estado estadounidense de Montana. En el Censo de 2010 tenía una población de 658 habitantes y una densidad poblacional de 71,1 personas por km².

## Geografía
Vaughn se encuentra ubicado en las coordenadas 47°33′8″N 111°33′39″O / 47.55222, -111.56083. Según la Oficina del Censo de los Estados Unidos, Vaughn tiene una superficie total de 9.25 km², de la cual 9.25 km² corresponden a tierra firme y (0%) 0 km² es agua.

## Demografía
Según el censo de 2010, había 658 personas residiendo en Vaughn. La densidad de población era de 71,1 hab./km². De los 658 habitantes, Vaughn estaba compuesto por el 90.73% blancos, el 0.91% eran afroamericanos, el 3.34% eran amerindios, el 0.3% eran asiáticos, el 0% eran isleños del Pacífico, el 0.15% eran de otras razas y el 4.56% pertenecían a dos o más razas. Del total de la población el 1.37% eran hispanos o latinos de cualquier raza.